# Horst aan de Maas
Horst aan de Maas – gmina w Holandii, w prowincji Limburgia.

## Miejscowości
America, Broekhuizen, Broekhuizenvorst, Evertsoord, Griendtsveen, Grubbenvorst, Hegelsom, Horst, Kronenberg, Lottum, Meerlo, Melderslo, Meterik, Sevenum, Swolgen, Tienray.